# Искрино (Вологодская область)
Искрино — деревня в Белозерском районе Вологодской области.
Входит в состав Визьменского сельского поселения, с точки зрения административно-территориального деления — в Георгиевский сельсовет.
Расстояние до районного центра Белозерска по автодороге — 99 км, до центра муниципального образования деревни Климшин Бор по прямой — 18 км. Ближайшие населённые пункты — Боярская, Ключи, Шубач.
Население по данным переписи 2002 года — 12 человек.